# بيتر غوش
بيتر غوش (بالإنجليزية: Peter Ghosh)‏ هو مؤرخ بريطاني، ولد في 1954.